# Hazardzista
Hazardzista – osoba, która decyduje uczestniczyć się w grze z elementami losowości (występującymi w mniejszym lub większym stopniu), ryzykując pieniądze lub inne dobra w celu uzyskania wypłaty w formie pieniędzy, prestiżu, czy po prostu zadowolenia.
Według E. Czarny i E. Nojszewskiej w grze zupełnie losowej hazardzistą można nazwać osobę, która dobrowolnie uczestniczy w grze, która nie ma cech gry sprawiedliwej – tzn. wartość oczekiwana funkcji wypłat gracza jest mniejsza od zera. W grach gdzie losowość decyduje o wyniku tylko częściowo (a częściowo umiejętności graczy) np. brydż, poker albo w grach o zupełnym braku losowości (np. szachy), nie można stosować tej definicji z przyczyny braku możliwości wyznaczenia prawdopodobieństwa wygranej dla poszczególnego gracza. Przeciwieństwem hazardzisty jest asekurant.
Według dr Roberta L. Clustera (uważanego za ojca profesjonalnej opieki nad nałogowymi hazardzistami) prawdziwa jest tylko pierwsza część: hazardzista to osoba uczestnicząca w grze losowej ryzykująca utratę czegoś wartościowego. Dopuszcza on określenie hazardzistą osoby, która zarabia na hazardzie.
W opinii publicznej panuje powszechne wyobrażenie hazardzisty jako osoby, która ma problem z hazardem, co nie zawsze jest prawdą.